# The Night Hawk
The Night Hawk (Brasil: O Gavião da Noite ) é um filme norte-americano de 1924, do gênero faroeste, dirigido por Stuart Paton e estrelado por Harry Carey.